# Сан Николо (Удине)
Сан Николо је насеље у Италији у округу Удине, региону Фурланија-Јулијска крајина.
Према процени из 2011. у насељу је живело 309 становника. Насеље се налази на надморској висини од 8 м.